# Polaire ruimte
In de meetkunde is een polaire ruimte een wiskundige structuur die sterk verwant is aan een projectieve ruimte. Aanvankelijk bestudeerde de Nederlandse wiskundige Ferry Veldkamp de deelstructuren van projectieve ruimten bepaald door de absolute punten van orthogonale, hermitische en symplectische polariteiten en ontdekte daartussen overeenkomsten. Polaire ruimten zijn later beschreven aan de hand van vier axioma's door Jacques Tits en op een equivalente manier door F. Buekenhout en E. Shult. Een belangrijke deelklasse van polaire ruimten wordt gevormd door de gegeneraliseerde vierhoeken. Voor alle andere polaire ruimten is er een algebraïsche klassering. 

## Formele definitie
De volgende definitie van polaire ruimte is afkomstig van Tits: 
Zij {\displaystyle X} een verzameling waarvan we de elementen punten noemen, en zij {\displaystyle \Omega } een familie van deelverzamelingen van {\displaystyle X}. Dan is {\displaystyle \Delta =(X,\Omega )} een polaire ruimte van rang {\displaystyle n\in \mathbb {N} }, met {\displaystyle n\geq 2}, als voldaan is aan de volgende vier axioma's:
- (PR1) Elk element {\displaystyle U} van {\displaystyle \Omega } vormt samen met alle elementen van {\displaystyle \Omega } bevat in {\displaystyle U}, een projectieve ruimte van dimensie ten hoogste {\displaystyle n-1}.
- (PR2) De verzameling {\displaystyle \Omega } is gesloten onder het nemen van doorsnedes.
- (PR3) Als {\displaystyle U\in \Omega } en {\displaystyle p\in X\setminus U}, met {\displaystyle {\text{dim }}U=n-1}, dan is de vereniging van alle elementen van {\displaystyle \Omega } met dimensie 1 die {\displaystyle p} bevatten en een niet-ledige doorsnede hebben met {\displaystyle U} een element van {\displaystyle \Omega } met dimensie {\displaystyle n-1} dat {\displaystyle U} snijdt in een hypervlak van {\displaystyle U}.
- (PR4) Er bestaan twee disjuncte elementen van {\displaystyle \Omega }, beide van dimensie {\displaystyle n-1}.

Het gebruik van de dimensie van een element van {\displaystyle \Omega } in (PR3) en (PR4) is gerechtvaardigd door (PR1). Elke van die elementen is een projectieve ruimte en heeft zo een dimensie die we kunnen overnemen.
We noemen twee punten collineair indien ze beiden op een rechte liggen. 

### Singuliere deelruimten
Men kan bewijzen dat de verzameling {\displaystyle \Omega } precies de verzameling is van alle singuliere deelruimten: 
Een deelruimte {\displaystyle Y} van een polaire ruimte {\displaystyle \Delta =(X,\Omega )} is een deelverzameling van {\displaystyle X} met de eigenschap dat, indien twee verschillende collineaire punten {\displaystyle x,y} tot {\displaystyle Y} behoren, dan ook elke rechte die deze punten bevat behoort tot {\displaystyle X}. Een deelruimte wordt singulier genoemd als elke twee punten van deze deelruimte collineair zijn. 
Stel dat {\displaystyle U} een element is van {\displaystyle \Omega } en dat {\displaystyle x} en {\displaystyle y} twee verschillende punten zijn van {\displaystyle U}. Dan volgt uit (PR1) dat er een rechte door {\displaystyle x} en {\displaystyle y} bestaat, die in {\displaystyle U} ligt en tevens een element is van {\displaystyle \Omega }. Dus {\displaystyle x} en {\displaystyle y} zijn collineair. Omdat twee collineaire punten van een polaire ruimte een unieke rechte bepalen, volgt nu dat {\displaystyle U} een singuliere deelruimte is. 

De omgekeerde richting volgt eenvoudig uit de volgende stelling: 
Zij {\displaystyle S\subseteq X} een verzameling van twee aan twee collineaire punten. Dan is {\displaystyle S} bevat in een element van {\displaystyle \Omega } van dimensie {\displaystyle n-1}. 
Als {\displaystyle S} een singuliere deelruimte is van {\displaystyle \Delta }, dan is {\displaystyle S} wegens bovenstaande stelling bevat in een element {\displaystyle U} van {\displaystyle \Omega } van dimensie {\displaystyle n-1}. Dus {\displaystyle S} is een (projectieve) deelruimte van {\displaystyle U}, die door (PR1) behoort tot {\displaystyle \Omega }. 
De zonet gebruikte stelling levert ook nog het volgende gevolg: 
Zij {\displaystyle p\in X} en {\displaystyle U\in \Omega } met {\displaystyle p\notin U}. Als {\displaystyle p} collineair is met een voortbrengende verzameling punten {\displaystyle S} van {\displaystyle U}, dan is {\displaystyle \langle p,S\rangle } een element van {\displaystyle \Omega } dat {\displaystyle U} bevat als een hypervlak. In het bijzonder is {\displaystyle p} collineair met alle punten van {\displaystyle U=\langle S\rangle }. 

Tot slot, kunnen door de bovenstaande bespreking de elementen van {\displaystyle \Omega } gewoon als singuliere deelruimten benoemd worden:
- De maximale singuliere deelruimten zijn de elementen van {\displaystyle \Omega } van dimensie {\displaystyle n-1}.
- De submaximale singuliere deelruimten zijn de elementen van {\displaystyle \Omega } van dimensie {\displaystyle n-2}.

Merk op dat elke singuliere deelruimte bevat is in een maximale singuliere deelruimte. Dit verklaart de naam "maximale singuliere deelruimte".

### "één-of-alle''-axioma
Een bijzonder eigenschap voor polaire ruimten is de volgende:
Voor elk punt {\displaystyle p} en elke rechte {\displaystyle R} niet door {\displaystyle p} geldt ofwel dat er juist één punt {\displaystyle x} op {\displaystyle R} collineair is met {\displaystyle p}, ofwel dat alle punten op {\displaystyle R} collineair zijn met {\displaystyle p}. Dit wordt dan ook gebruikt in de definitie hieronder als het "één-of-alle"-axioma van Buekenhout en Shult. Deze eigenschap is een bijzonder geval van de volgende stelling die hieronder ook bewezen wordt. De notatie {\displaystyle p^{\perp }} staat voor alle punten die collineair zijn met {\displaystyle p}. 

Als {\displaystyle U\in \Omega } en {\displaystyle p\in X\setminus U}, dan is {\displaystyle p^{\perp }\cap U} ofwel gelijk aan {\displaystyle U} ofwel een hypervlak van {\displaystyle U}, en {\displaystyle \dim \langle p,p^{\perp }\cap U\rangle =\dim(p^{\perp }\cap U)+1}. 
Merk op dat dat dit een lichte veralgemening is van (PR3), die toelaat dat {\displaystyle \dim U<n-1}. 
Het bewijs is als volgt. Als {\displaystyle p} collineair is met alle punten van {\displaystyle U}, dan volgt dit eenvoudig uit het gevolg uit de vorige subsectie. Dus nu veronderstellen we dat {\displaystyle p} niet collineair is met alle punten van {\displaystyle U}. De singuliere deelverzameling {\displaystyle U} is bevat in een maximale singuliere deelruimte {\displaystyle V}, waarin {\displaystyle p} niet bevat is. Uit (PR3) volgt nu dat {\displaystyle p^{\perp }\cap V} een hypervlak {\displaystyle H_{V}} is van {\displaystyle V} en dus is ook {\displaystyle H_{V}\cap U=p^{\perp }\cap U} een hypervlak {\displaystyle H_{U}} van {\displaystyle U}. Opnieuw wegens het gevolg uit vorige subsectie volgt dat {\displaystyle \dim \langle p,H_{U}\rangle =\dim H_{U}+1}.

## Formele definitie (Buekenhout en Shult)
Polaire ruimten kunnen ook beschreven worden enkel op basis van de punten en rechten als Buekenhout-Shultruimten. 
We vertrekken vanuit een punt-rechte meetkunde, i.e. een koppel {\displaystyle ({\mathcal {P}},{\mathcal {L}})} waarbij de elementen van de verzameling {\displaystyle {\mathcal {P}}} de punten zijn en de verzameling {\displaystyle {\mathcal {L}}} bestaat uit deelverzamelingen van de puntenverzameling {\displaystyle {\mathcal {P}}}. We onderstellen hierbij ook dat elk element van {\displaystyle {\mathcal {L}}}, die we rechten zullen noemen, minstens twee punten bevat en {\displaystyle {\mathcal {L}}} niet ledig is.
We definiëren de incidentiegraaf op de volgende manier: het is de bipartiete graaf met als toppenverzameling de verzameling van punten en rechten, en waarbij twee toppen adjacent zijn als de corresponderende objecten incident zijn.
We zeggen dat er geen repeterende rechten zijn indien {\displaystyle {\mathcal {L}}} geen twee dezelfde verzamelingen bevat.
Een Buekenhout-Shultruimte is een punt-rechte meetkunde zonder repeterende rechten die aan de volgende axioma's voldoet.
- (BS1) Elke rechte heeft ten minste drie punten.
- (BS2) Geen enkel punt is collineair met elk ander punt.
- (BS3) Elke genestelde familie van singuliere deelruimten is eindig.
- (BS4) Voor elk punt {\displaystyle p} en elke rechte {\displaystyle R} niet door {\displaystyle p} geldt ofwel dat er juist één punt {\displaystyle x} op {\displaystyle R} collineair is met {\displaystyle p}, ofwel dat alle punten op {\displaystyle R} collineair zijn met {\displaystyle p}.

Deze beschrijving bekijkt polaire ruimten op een fundamentelere manier. Er wordt nog geen gebruik gemaakt van projectieve ruimten of andere sterke structuren.

Indien we algemener een punt-rechtemeetkunde bekijken die (enkel) voldoet aan (BS4), het één-of-alle axioma, wordt dit een Shultruimte genoemd. 

Men kan eenvoudig bewijzen dat indien men twee niet collineaire punten neemt, dan alle punten die collineair zijn met beide, en de rechten die volledig collineair zijn met beide opnieuw een Buekenhout-Shultruimte vormen indien hier minstens één rechte in bevat is. Hieruit kan men aantonen dat door elke twee collineaire punten juist één rechte gaat.

## Equivalentie van definities
Men kan aantonen dat deze beide definities voor polaire ruimten dezelfde structuren definiëren. 

### Elke polaire ruimte is een BS-ruimte
Als {\displaystyle {\mathcal {L}}} de rechtenverzameling is van een polaire ruimte {\displaystyle \Delta =(X,\Omega )}, dan is de punt-rechtemeetkunde {\displaystyle (X,{\mathcal {L}})} een Buekenhout-Shultruimte. Om dit te bewijzen gaan we de vier axioma's na:
- (BS1) volgt uit het feit dat de rechten van {\displaystyle \Delta } ofwel rechten zijn in een projectieve ruimte van dimensie ten minste 2 (indien de rang minstens 3 is) ofwel per definitie verzamelingen zijn van ten minste 3 punten.
- (BS2) volgt uit de theorie van overstaandheid van singuliere deelruimten in polaire ruimten.
- (BS3) volgt uit het gekende feit dat maximale singuliere deelruimten van {\displaystyle (X,{\mathcal {L}})} elementen van {\displaystyle \Omega } zijn en dus per definitie een eindige dimensie hebben.
- (BS4) bewezen we eerder.

### Elke BS-ruimte komt overeen met een polaire ruimte

#### Singuliere deelruimten vormen projectieve ruimten
Om te bewijzen dat elke Buekenhout-Shultruimte overeenkomt met een polaire ruimte moet eerst bewezen worden dat elke singuliere deelverzameling hiervan een projectieve ruimte is. We maken hiervoor gebruik van de karakterisering van Veblen en Young voor projectieve ruimten: 
Een punt-rechtemeetkunde is de meetkunde van punten en rechten van een projectieve ruimte van dimensie ten minste 2 als en slechts als voldaan is aan:
- (PM1) Elke rechte heeft ten minste drie punten.
- (PM2) Door elk paar verschillende punten gaat een unieke rechte.
- (PM3) Er bestaan drie punten die niet op één gemeenschappelijke rechte gelegen zijn.
- (PM4) (Axioma van Pasch) Als {\displaystyle a,b,c,d} vier verschillende punten zijn waarvoor de rechten {\displaystyle ab} en {\displaystyle cd} snijpunten hebben, dan hebben ook de rechten {\displaystyle ac} en {\displaystyle bd} een snijpunt.

Elke singuliere deelruimte van een Buekenhout-Shultruimte voldoet aan (PM1) en (PM2) omdat deze gelden in de Buekenhout-Shultruimte. Indien de singuliere deelruimte groter is dan een rechte, kan men gebruik maken van de volgende eigenschap van Buekenhout-Shultruimten: Voor elke rechte {\displaystyle L} en elk punt  {\displaystyle p} niet op {\displaystyle L}, bestaat er een punt {\displaystyle x} collineair met  {\displaystyle p} en collineair met elk punt van {\displaystyle L}. Een constructie  aan de hand hiervan bewijst (PM4).

#### Nagaan axioma's polaire ruimten
Uit het voorgaande volgt dat (PR1) en (PR2) al gelden als we kijken naar de punten en singuliere deelruimten van een Buekenhout-Shultruimte.  

(PR3) Hiervoor kijken we naar de singuliere deelruimten die niet strikt bevat zijn in een andere singuliere deelruimte. Deze moeten apart steeds voldoen aan de eigenschap van (PR3), want anders zouden we toch een grotere singuliere deelruimte kunnen construeren. Op eenzelfde manier kan men bewijzen dat  deze singuliere deelruimten ook allemaal dezelfde dimensie hebben.

(PR4) Dit kan men bewijzen via inductie. Voor {\displaystyle n>2} neemt men twee niet collineaire punten en gebruikt men de inductiehypothese op de punten collineair met beide.

## Eigenschappen
Elke polaire ruimte, met uitzondering van dunne grids, heeft een orde {\displaystyle (s,t)} zodat elke rechte precies {\displaystyle s+1} punten bevat en er door elke submaximale singuliere deelruimte exact {\displaystyle t+1} maximale singuliere deelruimten gaan (in deze orde kunnen {\displaystyle s} en {\displaystyle t} ook oneindige kardinalen zijn). Men noemt een polaire ruimte dik als {\displaystyle t>1}.

Enkele eigenschappen van een polaire ruimte van rang {\displaystyle n} en orde {\displaystyle (s,t)}:
- Het aantal singuliere deelruimten van dimensie {\displaystyle i}, {\displaystyle 0\leq i<n} is {\displaystyle {\frac {s^{n}-1}{s^{i+1}-1}}{\frac {s^{n}-1}{s^{i}-1}}\cdots {\frac {s^{n-i}-1}{s-1}}(1+s^{n-i-1}t)(1+s^{n-i}t)\cdots (1+s^{n-1}t).}
- Gegeven een punt zijn er steeds {\displaystyle s^{2n-2}t} punten die daar niet collineair mee zijn.
- Gegeven een maximale singuliere deelruimte zijn er steeds {\displaystyle s^{\frac {n^{2}-n}{2}}t^{n}} maximale singuliere deelruimten die daar niet collineair mee zijn.
- Als {\displaystyle s} eindig is: Voor elke verzameling van ten hoogste {\displaystyle s} punten bestaat er steeds een punt dat met geen enkel van de punten collineair is.

## Voorbeelden

### Gegeneraliseerde vierhoeken
Polaire ruimten van rang 2, met dus enkel punten en lijnen, zijn dunne gegeneraliseerde vierhoeken. Omgekeerd is elke (dikke) gegeneraliseerde vierhoek een dikke polaire ruimte. 
We schetsen hoe gegeneraliseerde vierhoeken voldoen aan de axioma's uit de definitie volgens Tits:
- (PR1), (PR2) Er zijn alleen punten en lijnen, en twee rechten snijden elkaar hoogstens in één punt.
- (PR3) Voor elke lijn {\displaystyle L} en punt {\displaystyle p} niet op die lijn is er een uniek punt op {\displaystyle L} collineair met {\displaystyle p}.
- (PR4) Er bestaan twee disjuncte lijnen.

Gegeneraliseerde vierhoeken vormen een belangrijke deelstructuur van gegeneraliseerde veelhoeken\footnote{link} waar ook projectieve vlakken als gegeneraliseerde driehoeken in bevat zijn. 

### Rechten en vlakke stralenwaaiers van  PG(3,L){\displaystyle \mathbf {(3,\mathbb {L} )} }
Uitgaande van een 3-dimensionale projectieve ruimte, {\displaystyle \mathbf {P} }, over een lichaam {\displaystyle \mathbb {L} } kunnen we een Buekenhout-Shult ruimte {\displaystyle ({\mathcal {P}},{\mathcal {L}})} definiëren als volgt: {\displaystyle {\mathcal {P}}} vormt de verzameling rechten van {\displaystyle \mathbf {P} } voor en {\displaystyle {\mathcal {L}}} de verzameling van alle vlakke stralenwaaiers, i.e. alle rechten door een punt in een gemeenschappelijk vlak, van {\displaystyle \mathbf {P} }. Zoals eerder vermeld is dit equivalent met een polaire ruimte volgens de eerste definitie. 
Elk element van {\displaystyle {\mathcal {L}}} is duidelijk een verzameling van minstens twee elementen van {\displaystyle {\mathcal {P}}} en {\displaystyle {\mathcal {L}}} is niet ledig. 
We overlopen de axioma's:
- (BS1) Aangezien {\displaystyle \mathbb {L} } een lichaam is en elke vlakke stralenwaaier bevat is in een projectief vlak over {\displaystyle \mathbb {L} } bevatten deze duidelijk minstens drie rechten.
- (BS2) In {\displaystyle \mathbf {P} }, als projectieve ruimte,  bestaat er voor elke rechte steeds een rechte die er niet mee in een vlak gelegen is.
- (BS3) De singuliere deelruimten in stijgende dimensie die opduiken komen overeen met de volgende deelverzamelingen van {\displaystyle \mathbf {P} }: 
  - De ledige verzameling
  - De rechten
  - De vlakke stralenwaaiers van {\displaystyle \mathbf {P} }
  - De stralenvelden, i.e. alle rechten in een vlak, en de stralenshoven, i.e. alle rechten door een punt, van {\displaystyle \mathbf {P} }

Een geneste familie bestaat dus hoogstens uit vier elementen.
- (BS4) Vertaald naar onze context moeten we het volgende bewijzen: Gegeven een willekeurige rechte {\displaystyle L} in {\displaystyle \mathbf {P} } en een vlakke stralenwaaier {\displaystyle V} die {\displaystyle L} niet bevat, dan is er een unieke stralenwaaier door een element van {\displaystyle V} en {\displaystyle L} of voor elke rechte {\displaystyle L'} in {\displaystyle V} is er een straalenwaaier die {\displaystyle L} en {\displaystyle L'} bevat.

We merken op dat twee rechten collineair zijn als en slechts als ze snijden. Er zijn nu drie mogelijkheden voor de ligging van {\displaystyle L} en {\displaystyle V}. Ofwel ligt {\displaystyle L} in het vlak en snijdt dus alle rechten, ofwel snijdt {\displaystyle L} het vlak van {\displaystyle V} in een uniek punt en snijdt dus alle rechten of maar één.
In deze polaire ruimte zijn er dus twee typen vlakken, deze afkomstig van stralenvelden en deze afkomstig van stralenschoven. Aangezien een stralenschoof overeenkomt met het residu in het punt in de projectieve ruimte is dit isomorf met een projectief vlak over {\displaystyle \mathbb {L} }. Een stralenveld is dan weer isomorf met het duale van een projectief vlak over {\displaystyle \mathbb {L} }.
Als {\displaystyle \mathbb {L} } commutatief is, dan is de resulterende polaire ruimte isomorf met de Klein kwadriek in PG{\displaystyle (5,\mathbb {L} )}. Als {\displaystyle \mathbb {L} } niet commutatief is, dan is deze polaire ruimte niet inbedbaar.

## Klassering en inbedding in vectorruimten
We zeggen dat een polaire ruimte ingebed kan worden in een PG({\displaystyle V}), waarbij {\displaystyle V} een rechtse vectorruimte is over een lichaam {\displaystyle \mathbb {L} }, i.e. een lichaam/veld zonder noodzakelijk commutativiteit voor de vermenigvuldiging, als de punten van de polaire ruimte een deelverzameling zijn van de punten van de projectieve ruimte en de singuliere deelruimten van de polaire ruimte overeenkomen met volle deelruimten van de projectieve ruimte, i.e. elk punt van de overeenkomstige deelruimte is een punt van de polaire ruimte.
Er is geen classificatie van de niet-inbedbare polaire ruimten van rang 2. 
Voor niet-inbedbare polaire ruimten van rang 3 zijn er twee soorten. Dikke en dunne. Bij de dunne kunnen we kijken naar ons tweede voorbeeld hierboven, de rechten en vlakke stralenwaaiers van PG({\displaystyle 3,\mathbb {L} }). Er ontstaan vlakken over het lichaam en vlakken over het tegengestelde lichaam (volgorde omkeren bij vermenigvuldiging). Als {\displaystyle \mathbb {L} } niet commutatief is kunnen deze twee typen vlakken niet in één projectieve ruimte voorkomen. Bij de dikke zijn er Moufangvlakken die niet desarguesiaans zijn. 
Alle polaire ruimten van rang ten minste 4 kunnen ingebed worden.
Inbedbare polaire ruimten van rang ten minste 2 zijn steeds te beschrijven aan de hand van pseudokwadratische vormen, hieronder gedefinieerd, of alternerende bilineaire vormen. De eenvoudigste algebraïsche beschrijvingen kunnen via polariteiten, maar we willen graag iets algemener en daarom betrekken we oneindigdimensionale vectorruimten. 

### Gegeneraliseerde polariteiten
{\displaystyle \rho :{\text{PG}}(V)\to {\text{PG}}(V)} noemen we een gegeneraliseerde polariteit als het elk punt {\displaystyle p} afbeeldt op {\displaystyle p^{\bowtie }:=\{q\in {\text{PG}}(V)|p\,\bowtie \,q\}} waarbij {\displaystyle \bowtie } een symmetrische relatie op de punten van {\displaystyle {\text{PG}}(V)} is zodat {\displaystyle p^{\bowtie }} steeds een hypervlak is of gans {\displaystyle {\text{PG}}(V)}. 
Merk op dat in deze definitie {\displaystyle {\text{PG}}(V)} oneindigdimensionaal toegelaten is. 
Een gegeneraliseerde polariteit is niet-ontaard als {\displaystyle p^{\bowtie }} steeds een hypervlak is. 
Alle absolute elementen, i.e. de elementen die bevat zijn in hun beeld, van een niet-ontaarde reguliere gegeneraliseerde polariteit met een eindige projectieve index, i.e. de projectieve dimensie van een maximaal absoluut element, van minstens 1 vormen steeds een polaire ruimte. De 'reguliere' betekent hier dat er een basis is van absolute elementen in de projectieve ruimte.
Uit gegeneraliseerde polariteiten kunnen we reflexieve {\displaystyle (\sigma ,{\text{id}})}-lineaire vormen maken en omgekeerd. 

### Pseudokwadratische vormen
Stel dat {\displaystyle \sigma } een anti-automorfisme is van een lichaam {\displaystyle \mathbb {L} }. 
Een pseudokwadratische of {\displaystyle \sigma }-kwadratische vorm is een afbeelding {\displaystyle {\mathfrak {q}}:V\to \mathbb {L} /\mathbb {L} _{\sigma }} waarvoor er een {\displaystyle (\sigma ,{\textbf {id}})}-lineaire vorm {\displaystyle g:V\times V\to \mathbb {L} } bestaat zodat 
{\displaystyle {\mathfrak {q}}(v)=g(v,v)+\mathbb {L} _{\sigma }}
waarbij {\displaystyle \mathbb {L_{\sigma }} } de deelgroep is van {\displaystyle (\mathbb {L} ,+)} gevormd door {\displaystyle \{t-t^{\sigma }:t\in \mathbb {L} \}}. 
Met een niet-ontaarde, i.e. {\displaystyle {\mathfrak {q}}(v)=0\iff v=0} voor alle {\displaystyle v} in {\displaystyle V} waarvoor {\displaystyle g(v,w)=0} voor alle {\displaystyle w\in V}, pseudokwadratische vorm associeëren we een Buekenhout-Shult ruimte als volgt: 
We gebruiken de {\displaystyle \sigma }-hermitische vorm {\displaystyle f_{g}:=g+g^{T}}. 
{\displaystyle X=\{\langle v\rangle \in {\text{PG}}(V)|{\mathfrak {q}}(v)=0\}}
De elementen van {\displaystyle {\mathcal {L}}} definiëren we op basis van collineariteit. We stellen {\displaystyle v} en {\displaystyle w} collineair als en slechts als {\displaystyle f_{g}(v,w)=0}. 
We bekijken voor {\displaystyle \sigma }-kwadratische vormen wat er gebeurt bij verschillende mogelijke {\displaystyle \sigma ={\text{id}}} en {\displaystyle \sigma \neq {\text{id}}}:
{\displaystyle \mathbf {\sigma ={\text{id}}} }
In dit geval is {\displaystyle g} een gewone bilineaire vorm en {\displaystyle {\mathfrak {q}}} een gewone kwadratische vorm aangezien {\displaystyle \mathbb {L} _{\text{id}}=\{0\}}. {\displaystyle f_{g}=g+g^{T}} is een symmetrische bilineaire vorm en als de karakteristiek verschillend is van twee hebben we zo een {\displaystyle 1-1}-correspondentie tussen: 
- niet-ontaarde symmetrische bilineaire vormen
- niet-ontaarde kwadrieken
- niet-ontaarde kwadratische vormen
- niet-ontaarde reguliere orthogonale gegeneraliseerde polariteiten

{\displaystyle \mathbf {\sigma \neq {\text{id}}} }
In dit geval is {\displaystyle g} een {\displaystyle (\sigma ,{\text{id}})}-lineaire vorm. {\displaystyle f_{g}=g+g^{T}} is dan een hermitische sesquilineaire vorm die een hermitische variëteit definieert die de polaire ruimte geassocieerd aan {\displaystyle {\mathfrak {q}}} bevat. Deze vallen samen als de karakteristiek verschillend is van twee of als het lichaam waarover we werken commuatief is. 
Over een niet commuatief lichaam/veld met karakteristiek 2 is het wel degelijk mogelijk een polaire ruimte te maken die strikt bevat is. Dit toont aan waarom we de pseudokwadratische vormen gebruiken en hoe deze algemener zijn. De constructie hievoor gebeurt via een quaternionenlichaam {\displaystyle \mathbb {H} } over een veld {\displaystyle \mathbb {K} } met karakteristiek 2. 

### Alternerende bilineaire vormen
We bespreken nog kort de polaire ruimten gehecht aan de alternerende bilineaire vormen. We noemen deze ruimten symplectisch. Het onderliggende lichaam moet hier opnieuw een veld zijn, daarnaast geldt het volgende: elk punt is hierbij absoluut, terwijl de rechtenverzameling een strikte deelverzameling is van de rechten in de projectieve ruimte. Dit karakteriseert ook volledig de symplectische polaire ruimten. 

## Diagrammen en oriflamme ruimten
Polaire ruimten hebben een voorstelling aan de hand van coxeterdiagrammen, verwant met de coxetergroepen. Deze geven een soort van code voor de meetkundige structuur van het gebouw. We voeren de diagrammen hieronder meetkundig in.  

### Diagram van een dikke polaire ruimte
De volgende eenvoudige begrippen zullen van pas komen:
- Gegeneraliseerde digon (gegeneraliseerde tweehoek). Elk punt is hierin incident met elke rechte. Als {\displaystyle D} een veralgemeende digon is, dan definiëren we de incidentiegraaf {\displaystyle G(D)} op de volgende manier: het is de bipartiete graaf met als toppenverzameling de verzameling van punten en rechten van {\displaystyle D}, en waarbij twee toppen adjacent zijn als de corresponderende objecten incident zijn.
- Gegeneraliseerde driehoek (projectieve vlakken). Op een analoge manier als hierboven kunnen we de graaf {\displaystyle G(P)} definiëren en deze graaf noemen we de incidentiegraaf.
- Gegeneraliseerde vierhoek.

Polaire ruimten zijn meetkundes van type {\displaystyle M}, waarbij {\displaystyle M} staat voor een bepaalde klasse matrices. Hieronder wordt een matrix gehecht aan polaire ruimten. Daarna stellen we ze grafisch voor in een diagram. Dit alles zal vrij gemakkelijk volgen uit de volgende stelling. Hierin is een kamer van een polaire ruimte {\displaystyle \Delta =(X,\Omega )} een verzameling van genestelde singuliere deelruimten, een van elke dimensie van {\displaystyle 0} tot en met {\displaystyle n-1}. 
Beschouw een kamer {\displaystyle C} in een polaire ruimte {\displaystyle \Delta =(X,\Omega )}, en verwijder daaruit twee elementen, zijnde de singuliere deelruimten {\displaystyle U_{i}} en {\displaystyle U_{j}} van respectievelijke dimensie {\displaystyle i-1} en {\displaystyle j-1}, {\displaystyle i<j} en {\displaystyle i,j\in \{1,2,\ldots ,n\}}. Definieer de punt-rechte meetkunde {\displaystyle \Delta _{i,j}=(X_{i},X_{j})} als volgt. De punten zijn de singuliere deelruimten van dimensie {\displaystyle i-1} die samen met {\displaystyle C\setminus \{U_{i},U_{j}\}} in een kamer bevat zijn, en de rechten zijn de singuliere deelruimten van dimensie {\displaystyle j-1} die ook samen met {\displaystyle C\setminus \{U_{i},U_{j}\}} in een kamer bevat zijn. Incidentie is inclusie. Dan is {\displaystyle \Delta _{i,j}} een meetkunde van type {\displaystyle M}. Meer bepaald is {\displaystyle \Delta _{i,j}} een 
- gegeneraliseerde digon als {\displaystyle i\leqslant j-2},
- gegeneraliseerde driehoek (projectief vlak) als {\displaystyle i+1=j<n},
- gegeneraliseerde vierhoek als {\displaystyle i+1=j=n}.

De matrix {\displaystyle M(\Delta )=(m_{ij})_{1\leqslant i,j\leqslant n}} wordt gedefinieerd als volgt: stel {\displaystyle m_{ii}=1} voor alle {\displaystyle i\in \{1,2,\ldots ,n\}} en stel {\displaystyle m_{ij}=m} als {\displaystyle i\neq j} en {\displaystyle \Delta _{i,j}} een gegeneraliseerde {\displaystyle m}-hoek is. Aan de hand van deze matrix kunnen we nu een diagram opstellen. Voor elke {\displaystyle i\in \{1,2,\ldots ,n\}} tekenen we een top. Twee toppen verbinden we met een boog van gewicht {\displaystyle m_{ij}-2}. De toppen {\displaystyle i,j} waarvoor {\displaystyle \Delta _{i,j}} een gegeneraliseerde digon is, verbinden we dus niet. Een diagram kan ook nog verder gedecoreerd worden met extra gegevens. 
Elke polaire ruimte is gehecht aan het volgende diagram. 
Belangrijk om op te merken is dat het diagram de polaire ruimte niet uniek bepaalt.  
Aan dunne polaire ruimten hechten we nog een ander diagram. Om een gebouw te bekomen dienen namelijk alle {\displaystyle \Delta _{i,j}} dikke meetkunden te zijn. Bij dunne polaire ruimten van rang {\displaystyle n} is {\displaystyle \Delta _{n-1,n}} een niet dikke veralgemeende vierhoek. We lossen dit op door onze dunne meetkunde te `verdikken'.

### Dunne polaire ruimten
Elke dunne polaire ruimte van rang ten minste 3 kan men zien als afkomstig van een projectieve ruimte. Ofwel ingebed als elementen van een hyperbolische kwadriek, ofwel zoals in het tweede voorbeeld hierboven waarbij de polaire punten overeenkomen met rechten en de polaire rechten met vlakke stralenwaaiers.
We geven hieronder kort weer hoe men dit kan inzien. 
De maximale singuliere deelruimten van een dunne polaire ruimte vallen uiteen in twee families. Elementen behoren tot dezelfde familie als ze elkaar snijden in een deelruimte van even codimensie. Elementen behoren tot verschillende families als ze snijden in een deelruimte van oneven codimensie. Hieruit kan men het volgende bewijzen: in een dunne polaire ruimte van rang ten minste 2 ligt elk punt op een rechte die 2 gegeven disjuncte maximale singuliere deelruimten niet-triviaal snijdt. 
Voor rang 3 kunnen we een klassering maken. Elke dunne polaire ruimte {\displaystyle \Delta } van rang 3 is immers isomorf met {\displaystyle \Delta (\mathbb {L} )}, voor een lichaam {\displaystyle \mathbb {L} }. Hierin staat {\displaystyle \Delta (\mathbb {L} )} voor de polaire ruimte gedefinieerd door de rechten van een PG{\displaystyle (3,\mathbb {L} )} zoals in het tweede voorbeeld. 
Als de rang van een dunne polaire ruimte ten minste 4 is, dan zijn de vlakken projectieve vlakken over een veld. In tegenstelling tot rang 3 werken we dus automatisch over een veld. Door onder andere puntresidues te beschouwen kan men uiteindelijk volgend belangrijk resultaat bewijzen: Een dunne polaire ruimte van rang ten minste 4 is geassocieerd aan een hyperbolische kwadriek in een oneven dimensionale projectieve ruimte. 
In wat volgt hechten we aan elke dunne polaire ruimte een diagram waarvoor de overeenkomstige meetkunde 'dik' is. Deze meetkunde is dan wel niet langer een polaire ruimte. Het is echter een gebouw uit een polaire ruimte geconstrueerd. De vernoemde meetkunde is de volgende. Zij {\displaystyle \Delta } een dunne polaire ruimte van rang ten minste 3. De oriflamme meetkunde {\displaystyle {\mathfrak {O}}(\Delta )} definiëren we dan als de meetkunde bestaande uit alle singuliere deelruimten van {\displaystyle \Delta } van dimensie {\displaystyle i\leqslant n-3}, als de elementen van type {\displaystyle i}, en de twee families van maximale singuliere deelruimten, als elementen van type {\displaystyle n-1} en {\displaystyle (n-1)^{\prime }}. Incidentie tussen twee elementen van verschillende types die niet {\displaystyle n-1} en {\displaystyle (n-1)^{\prime }} zijn, wordt gedefinieerd door de oude incidentie in {\displaystyle \Delta }. Incidentie tussen twee elementen van respectievelijk type {\displaystyle n-1} en {\displaystyle (n-1)^{\prime }} wordt gedefinieerd door adjacentie in {\displaystyle \Delta }. 
Nu kan men het volgende bewijzen. De oriflamme meetkunde {\displaystyle {\mathfrak {O}}(\Delta )}, met {\displaystyle \Delta } een dunne polaire ruimte van rang {\displaystyle n}, is een meetkunde van type {\displaystyle M}. Het overeenkomstig diagram is van het type D{\displaystyle _{n}} (zie hieronder). Voor rang ten minste 4 zijn de singuliere deelruimten projectieve ruimten over een veld {\displaystyle \mathbb {K} }. We vinden dan het volgende diagram. 
Voor rang 3 is de situatie analoog, maar hebben we niet noodzakelijk een veld, maar een lichaam {\displaystyle \mathbb {L} }:
Dit diagram komt overeen met een projectieve ruimte van dimensie 3. 
De twee families van maximale singuliere deelruimten van een dunne polaire ruimte van rang {\displaystyle n\geqslant 4} spelen dezelfde rol. Dit zien we gemakkelijk in op de volgende manier. Veronderstel dat {\displaystyle X_{-n}X_{n}+\cdots +X_{-1}X_{1}=0} de vergelijking is van de bijhorende hyperbolische kwadriek in PG{\displaystyle (2n-1,\mathbb {K} )}, met {\displaystyle \mathbb {K} } een veld, dan induceert de collineatie die een punt met coördinaten {\displaystyle (x_{-n},x_{-n+1},\ldots ,x_{-1},x_{1},\ldots ,x_{n-1},x_{n})} afbeeldt op het punt met coördinaten {\displaystyle (x_{n},x_{-n+1},\ldots ,x_{-1},x_{1},\ldots ,x_{n-1},x_{-n})} een isomorfisme van de polaire ruimte. Dit isomorfisme wisselt de twee families om. De bovenstaande eigenschap kunnen we ook zien aan het diagram dat de corresponderende symmetrie heeft. 

## Trialiteitsprincipe in polaire ruimten van type D4{\displaystyle _{4}}
We merken op dat het diagram geassocieerd aan een dunne polaire ruimte van rang 4 speciaal is. Dit heeft immers een drievoudige symmetrie.

### Trialiteitsprincipe
Zij {\displaystyle \Delta =(X,\Omega )} een willekeurige dunne polaire ruimte van rang 4. De maximale singuliere deelruimten hiervan geven we de naam solids. Dan bewijst men eenvoudig het volgende resultaat. 
Zij {\displaystyle \Upsilon _{1}} een van de twee families solids in {\displaystyle \Delta }, en zij {\displaystyle \Upsilon _{2}} de andere. We definiëren nu volgende deelverzamelingen van {\displaystyle \Upsilon _{1}}. Voor elk punt {\displaystyle p\in X} stellen we door {\displaystyle \Phi _{p}} de verzameling elementen van {\displaystyle \Upsilon _{1}} voor die {\displaystyle p} bevatten. Voor een element {\displaystyle U\in \Upsilon _{2}} stellen we door {\displaystyle \Phi _{U}} de verzameling van elementen van {\displaystyle \Upsilon _{1}} voor die {\displaystyle U} snijden in een vlak. Voor elk punt {\displaystyle p\in X} en elk element {\displaystyle U\in \Upsilon _{2}} die {\displaystyle p} bevat, stellen we door {\displaystyle \Phi _{p,U}} de doorsnede voor van {\displaystyle \Phi _{p}} met {\displaystyle \Phi _{U}}. Ten slotte stellen we voor elke rechte {\displaystyle L} van {\displaystyle \Delta } door {\displaystyle \Phi _{L}} de verzameling voor van elementen van {\displaystyle \Upsilon _{1}} die {\displaystyle L} bevatten. Stel nu
{\displaystyle \Phi =\{\Phi _{p}:p\in X\}\cup \{\Phi _{U}:U\in \Upsilon _{2}\}\cup \{\Phi _{p,U}:p\in X,U\in \Upsilon _{2},p\in U\}\cup \{\Phi _{L}:L{\text{ een rechte van }}\Delta \}\cup \{\{U\}:U\in \Upsilon _{1}\}\cup \{\emptyset \}}
Dan is {\displaystyle \Delta _{1}=(\Upsilon _{1},\Phi )} een dunne polaire ruimte van rang 4 met solids die isomorf zijn met deze van {\displaystyle \Delta }.
Men kan nu afleiden dat {\displaystyle \Delta } isomorf is met {\displaystyle \Delta _{1}}. Hieruit volgt dat ook de oriflamme meetkundes {\displaystyle {\mathfrak {O}}(\Delta )} en {\displaystyle {\mathfrak {O}}(\Delta _{1})} isomorf zijn. Men kan namelijk elk punt {\displaystyle p} van {\displaystyle {\mathfrak {O}}(\Delta )} identificeren met de solid {\displaystyle \Phi _{p}} van {\displaystyle {\mathfrak {O}}(\Delta _{1})}. Nu krijgen we door samenstelling van deze isomorfismen een automorfisme van {\displaystyle {\mathfrak {O}}(\Delta )} die de types van de elementen, namelijk {\displaystyle 0,3,3^{\prime }}, cyclisch wisselt. Een dergelijk automorfisme noemt men een trialiteit. Merk op dat een trialiteit drie keer toepassen op {\displaystyle p} niet noodzakelijk {\displaystyle p} geeft. De rechten (elementen van type 1) blijven (globaal) op hun plaats.
We merken nog op dat men ook een expliciete algebraïsche beschrijving kan bekomen van een trialiteit. Dit kan door gebruik te maken van een gespleten octavenalgebra {\displaystyle \mathbb {O} ^{\prime }} over het grondveld {\displaystyle \mathbb {K} }.

### Veralgemeende zeshoek
Beschouw de polaire ruimte {\displaystyle \Delta } die geassocieerd is aan een hyperbolische kwadriek van rang 4. Zij {\displaystyle \Gamma } de corresponderende oriflamme meetkunde met dus diagram D{\displaystyle _{4}}. We definiëren een absoluut punt van een trialiteit als een punt dat incident is met zijn beeld. We kunnen dan het volgende prachtige resultaat bewijzen.
Zij {\displaystyle \theta } een trialiteit van de orde 3 van {\displaystyle \Gamma } met de eigenschap dat elk absoluut punt gelegen is op ten minste twee (drie) fixrechten. Als er ten minste één absoluut punt is, dan is de rang 2 meetkunde gevormd door de verzamelingen absolute punten en fixrechten, met natuurlijke incidentie, een (dikke) veralgemeende zeshoek.

## Geschiedenis en drijfveer
Het proefschrift "Polaire meetkundes'' van F. Veldkamp werd in 1959 gepubliceerd. In dit proefschrift unificeerde Veldkamp de deelstructuren van projectieve ruimtes bepaald door absolute punten van orthogonale, hermitische en symplectische polariteiten. Deze structuren verschillen nogal in de projectieve ruimten, maar toch merkte Veldkamp op dat ze intrinsiek gelijk zijn. Hij zag zo in dat wanneer je enkel het systeem beschouwt van alle deelruimten gevormd door de absolute punten onder zo'n polariteit, je meetkundes verkrijgt met dezelfde eigenschappen. Het zijn deze eigenschappen die hij in een axiomastelsel stopte. Jacques Tits reduceerde dit later tot de vier axioma's die hogerop gegeven werden. Deze vier axioma's veronderstellen dat we uitgaan van een familie van projectieve ruimten. F. Buekenhout en E. Shult kwamen later dan ook op de proppen met een alternatief en meer elementair axiomastelsel dat alleen gebruikmaakte van punten en rechten. Zoals hierboven geschetst werd, zijn beide axiomastelsels equivalent. 
Een van de belangrijkste redenen waarom men polaire ruimten bestudeert, is omdat deze structuren nauw verwant zijn met enkele klassieke enkelvoudige groepen. Meer bepaald bedoelen we hiermee de speciale lineaire groepen SL{\displaystyle (n)}, de orthogonale groepen O{\displaystyle (n)}, de symplectische groepen Sp{\displaystyle (2n)} en de unitaire groepen U{\displaystyle (n)}. Het eerste type is gerelateerd aan projectieve ruimten van dimensie {\displaystyle n-1}, de overige drie aan polaire ruimten. Ze behoren tot de ruimere klasse van groepen van Lie-type, en ze zijn klassiek in de zin dat ze bestaan voor elke rang {\displaystyle n}. De overige groepen van Lie-type bestaan slechts voor specifieke (lage) rang en worden exceptioneel genoemd. 
Tits ontwierp in de jaren 1950 en 1960 de gebouwentheorie. Zijn doel was aan elk van de bovenstaande groepen (in het bijzonder de exceptionele) een meetkunde te hechten (een sferisch gebouw), waarop die groep dan zou werken. Deze ingeving van Tits bleek spectaculair goed te werken. De Belg bekwam immers een bijzondere algemene axiomatische definitie van deze combinatorische objecten, waarvan de projectieve meetkunden en de polaire ruimten belangrijke klassen zijn. Meer nog, als je de gebouwen gehecht aan bepaalde exceptionele groepen bekijkt als zekere punt-rechtemeetkundes, dan blijken deze vol met polaire ruimten te zitten. B. Cooperstein introduceerde in de jaren 1980 een axioma-stelsel voor punt-rechtemeetkundes uitgerust met polaire ruimten, waarvan het doel is om het gedrag van deze exceptionele meetkundes te begrijpen. Hieruit ontstonden de parapolaire ruimten.